# 정도원
정도원은 대한민국의 배우이다.

## 학력
- 한양대학교 연극영화과 학사

## 출연작

### 영화
- 《마음 울적한 날엔》 (2020년) - 정사무엘 역
- 《병(病)》 (2019년) - 원무과장 역
- 《배심원들》 (2019년) - 형사 역
- 《쎈놈》 (2019년) - 김 선생 역
- 《한강에게》 (2019년) - 도원2019년
- 《돈》 (2019년) - 한지철 부하직원 역
- 《증인》 (2019년) - 만호 비서 역
- 《미나》 (2019년)
- 《꼬리》 (2018년)
- 《7년의 밤》 (2018년) - 심부름 역
- 《아랫집》 (2017년)
- 《초행》 (2017년) - 민혁 역
- 《이웃집 스타》 (2017년) - 김정욱 감독 역
- 《임금님의 사건수첩》 (2017년) - 정도광 역
- 《해빙》 (2017년) - 문신남 역
- 《장기왕: 가락시장 레볼루션》 (2017년) - 컴돌이 역
- 《더 킹》 (2017년) - 검사 1 역
- 《가슴의 문을 두드려도》 (2016년) - 축구코치 역
- 《밀정》 (2016년) - 우마에 역
- 《비밀은 없다》 (2016년) - 이 형사 역
- 《곡성》 (2016년) - 의사 역
- 《4등》 (2016년) - 갈비 역
- 《글로리데이》 (2016년) - 백 형사 역
- 《로봇, 소리》 (2016년) - 응급실형사 역
- 《폭력의 틈》 (2015년) - 판사 역
- 《오피스》 (2015년) - 인부 역
- 《손님》 (2015년) - 지게꾼 역
- 《소음人》 (2014년)
- 《마담 뺑덕》 (2014년) - 도박장 덩치 1 역
- 《노라노》 (2013년) - 형사 3 역
- 《다이너마이트맨》 (2013년)
- 《친구 2》 (2013년) - 눈음푹 역
- 《앵두야 연애하자》 (2013년) - 형사 / 커플남 역
- 《화이: 괴물을 삼킨 아이》 (2013년) - 공사인부 역
- 《남쪽으로 튀어》 (2013년) - 한전 직원 역
- 《간첩》 (2012년) - 기자 1 역
- 《고지전》 (2011년) - 방어거점 인민군 역
- 《체포왕》 (2011년) - 신 형사 역
- 《아저씨》 (2010년) - 박 형사 역

### 드라마
- 《나홀로 그대》 (Netflix , 2020년)
- 《왓쳐》 (OCN, 2019년) - 홍재식 역
- 《드라마 스테이지 - 마지막 식사를 만드는 여자》 (tvN, 2018년)
- 《크로스》 (tvN, 2018년) - 고만식 역
- 《나쁜 녀석들 : 악의 도시》 (OCN, 2017년)
- 《38사기동대》 (OCN, 2016년) - 김조사관 역
- 《신분을 숨겨라》 (tvN, 2015년)

### 연극
- 《미래의 여름》
- 《화학작용 선돌편 2주차》
- 《복덕가아든》
- 《장례의 기술》
- 《눈을 감으면》
- 《플레이위드 햄릿 4》
- 《플레이위드 햄릿 3》